# Paróquia Santa Rita de Cássia (São Paulo)

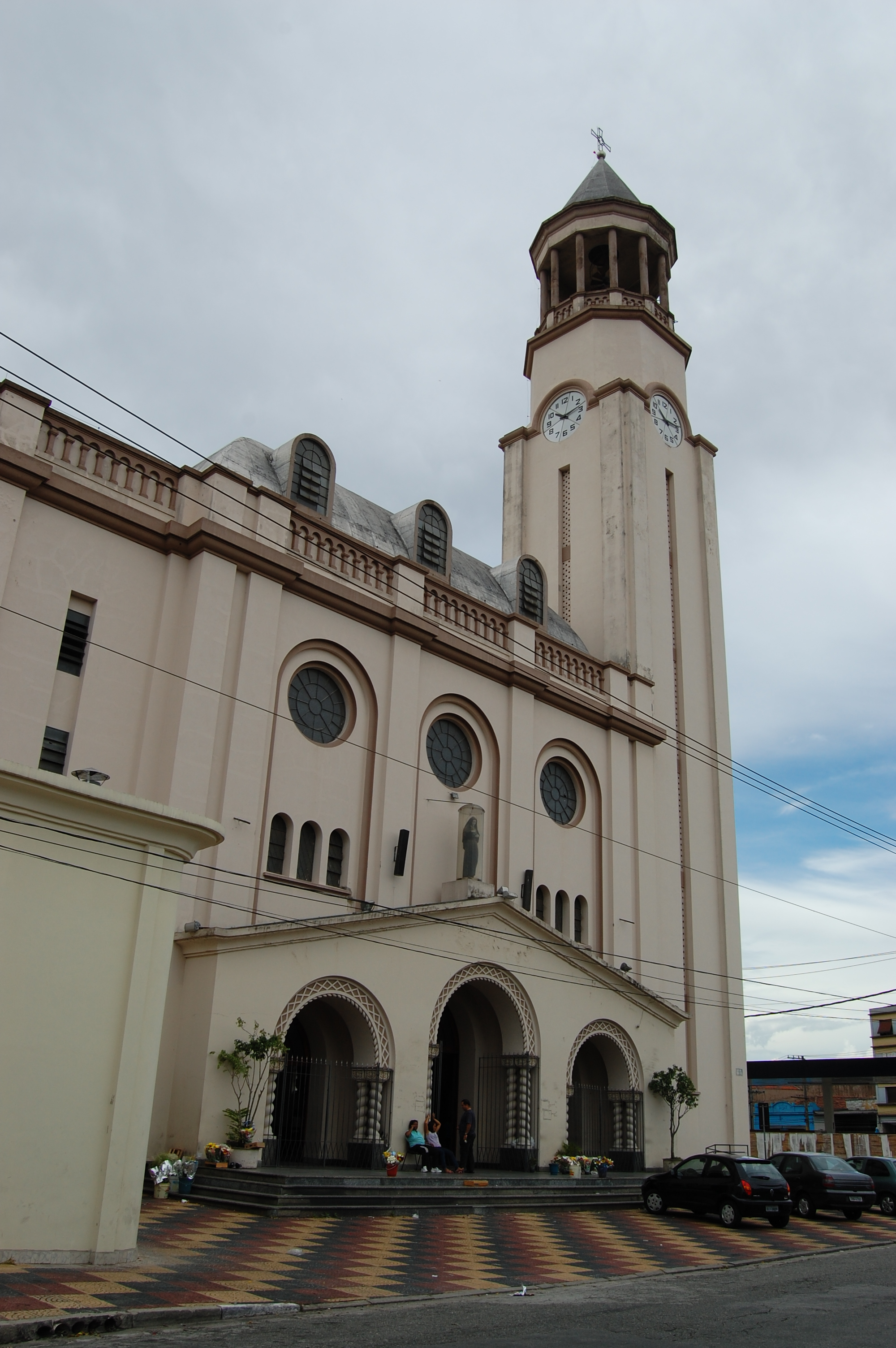

A Paróquia Santa Rita de Cássia, Pari foi criada em 25 de maio de 1937 na rua Santa Rita, bairro do Pari, cidade de São Paulo, Brasil. Pertence ao setor Belém da Arquidiocese de São Paulo. Na Arquidiocese de São Paulo, temos também na Praça da Árvore, a Paróquia Santa Rita de Cássia, constituída em 1959, localizada mais especificamente na Praça Santa Rita de Cássia, 133